# Transdanubia de Sud
Transdanubia de Sud (maghiară Dél-Dunántúl) este o regiune a Ungariei.